# Cultuurpessimisme

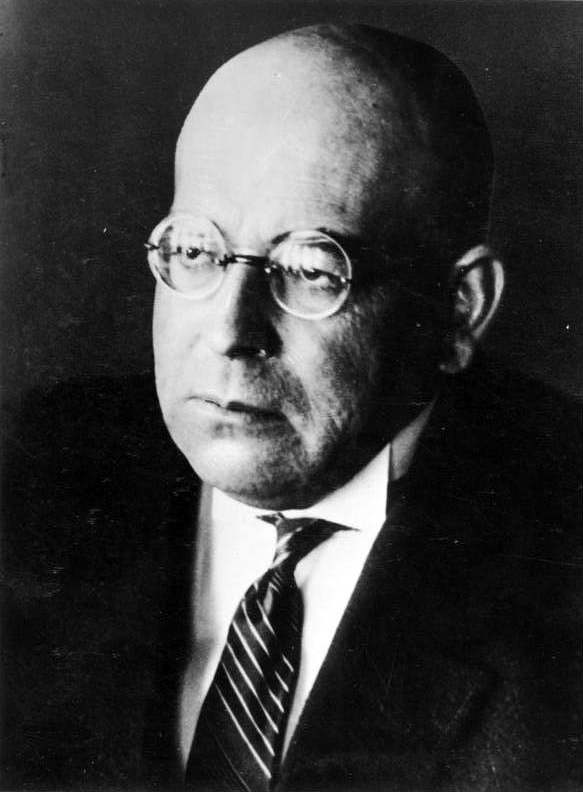
Oswald Spengler, auteur van 'Ondergang van het avondland'

Het cultuurpessimisme is een crisisgevoel onder intellectuelen. Hierbij is sprake van twijfel aan de vooruitgang en het vooruitgangsgeloof. Naar de opvatting van een cultuurpessimist leiden de veranderingen in onze cultuur en de moderne maatschappij tot fundamentele weeffouten, die op hun beurt leiden tot achteruitgang, desintegratie of ondergang. Cultuurpessimisme is nauw verwant aan cultuurkritiek. Cultuurcritici kunnen ook tot een zeer negatieve evaluatie van de toestand van de cultuur komen, maar zijn van mening dat er een oplossing voor het probleem bestaat. Cultuurpessimisten zien echter geen mogelijkheid om het verval van de cultuur tegen te gaan.
Sinds de romantiek is het cultuurpessimisme een stevige onderstroom van het westerse denken. Het cultuurpessimisme zien we in de twintigste eeuw in steeds nieuwe gedaanten terugkeren. In de eerste helft van de twintigste eeuw speelde het thema van de mens, die zijn individualiteit verloren ziet gaan in de massa, een belangrijke rol in de analyses. Aan het einde van de twintigste eeuw is de klacht over het verlies aan diepgang alom gehoord: niet meer de massaliteit maar de oppervlakkigheid, vooral door de snelle opkomst van de massamedia, wordt nu gezien als een belangrijke oorzaak van het verlies aan individualiteit.
Grondleggers van het cultuurpessimisme zijn Oswald Spengler, Johan Huizinga en José Ortega y Gasset. Hedendaagse vertegenwoordigers zijn o.a. Theodore Dalrymple en Roger Scruton.